# Kanti
Kanti é um cidade no distrito de Muzaffarpur, no estado indiano de Bihar.

## Demografia
Segundo o censo de 2001, Kanti tinha uma população de 20.873 habitantes. Os indivíduos do sexo masculino constituem 53% da população e os do sexo feminino 47%. Kanti tem uma taxa de literacia de 48%, inferior à média nacional de 59,5%: a literacia no sexo masculino é de 57% e no sexo feminino é de 38%. Em Kanti, 17% da população está abaixo dos 6 anos de idade.